# 藤井厚二
藤井 厚二（ふじい こうじ、1888年〈明治21年〉12月8日 - 1938年〈昭和13年〉7月17日）は、日本の建築家・建築学者。広島県出身。建築環境工学の先駆者の一人。東京帝国大学工科大学建築学科卒業。

## 経歴
広島県福山市の酒造家・金融業の「くろがねや」の次男として生まれる。経済的にも文化的にも恵まれた環境で育ち、福山中学校（現・福山誠之館高校）、第六高等学校を経て1913年（大正2年）、東京帝国大学工科大学建築学科を卒業後、竹中工務店に就職。大阪朝日新聞社などの設計を手がけ、1919年(大正8年)まで勤務。同社退職後から約9ヶ月間、欧米諸国を巡遊。この際、環境工学への関心を高めた。
欧米から帰国した後の1920年（大正9年）、同郷の武田五一が創設した京都帝国大学工学部建築学科に招かれ1926年（大正15年）に教授となった。赴任した1920年、藤井は天王山の麓、京都府大山崎の山手に1万坪もの土地を購入。この地でほぼ2年ごと計4回、自邸を建て、それを知人に譲り、また自邸を建てるということを繰り返し、これらの住宅に実際住むことにより日本の風土に適した住宅の在りようを追求した。
1928年（昭和3年）に完成させた現存する最後の1棟は「聴竹居」（ちょうちくきょ）と命名され、近代住宅建築の名作として名高い。この木造平屋の住宅で藤井は環境工学というアプローチから日本の気候・生活・風土と西洋的な空間構成とを融合させる優れた手法を提示した。木造平屋で、畳敷き小上がりを備えた和風住宅のようでありながら、椅子や家電を置く板張り部屋などで近代生活にも対応し、また床下と天井裏を結ぶ通風孔による自然空調など蒸し暑い日本の気候に配慮している。
近年、聴竹居とともに藤井は環境工学の先駆者として再び注目を浴び、多くの建築誌で取り上げられるようになった。また満蒙移民住宅にも関心を持ち、日本学術振興会の国民豊力問題考査委員会に参加し居住問題に尽力した。1936年（昭和11年）には教え子の一人で、後に建築環境工学の大成者となる前田敏男を、満蒙開拓移民向け住宅の研究をしていた満州医科大学（現・中国医科大学）に送り込んでいる。
趣味人としても名を馳せた。茶道、華道はもとより、ボートや焼き物なども嗜み、敷地内にはいくつかの茶室と陶芸窯と職人用の住居もあった。洋服は神戸の中国人テーラーに仕立てさせ、和服は東京・日本橋から取り寄せた。日本で初めてオペルを購入し大学への通勤に使った。こうした美的なこだわりは建築にも反映しており、建築資材やディテールにその趣味が窺える。自著にも特漉きの和紙を使うなど、凝り性の一面を覗かせている。
藤井は約10年間、聴竹居で暮らし、1938年（昭和13年）、住宅建築に捧げた生涯を49歳で終えている。藤井の設計したものは、京都を中心に約50件余の作品があると言われている。現在、その功績にちなみ、京都府建築士会により藤井厚二賞の顕彰が行われている。

## 親族
妻は男爵千家尊福の庶子・寿子（1898年生）。
孫（長女福子の子）に映画監督の馬場康夫がいる。

## 作品

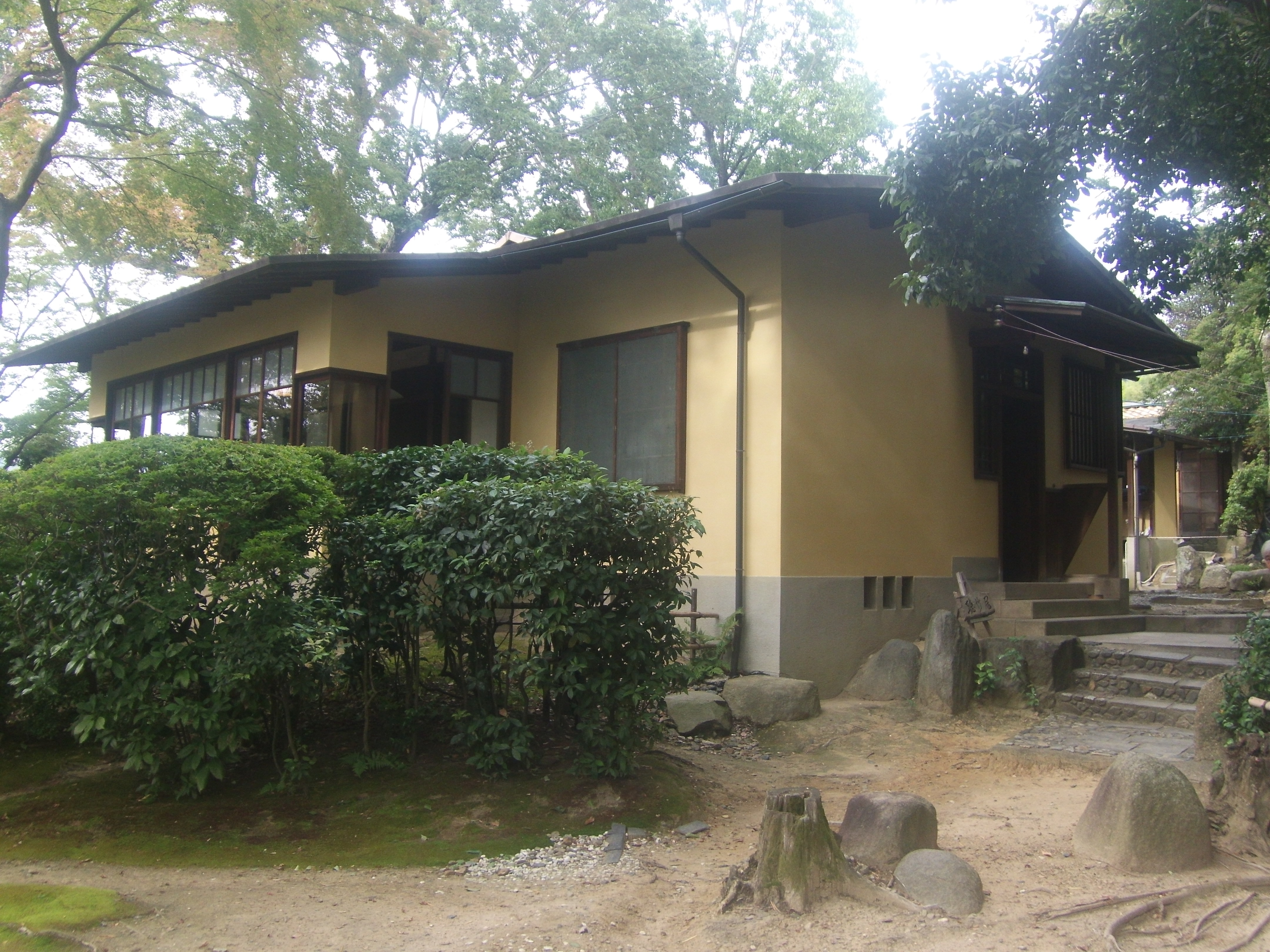
聴竹居

現存するもののみ
| 名称                     | 年                 | 所在地             | 状態           | 備考                     |
| ------------------------ | ------------------ | ------------------ | -------------- | ------------------------ |
| 村山邸                   | 1919年（大正8年）  | 兵庫県神戸市東灘区 | 重要文化財     | 香雪美術館内             |
| 大覚寺心経殿             | 1925年（大正14年） | 京都市右京区       |                |                          |
| 喜多源逸邸               | 1926年（大正15年） | 京都市左京区       | 登録有形文化財 |                          |
| 池田邸                   | 1927年（昭和2年）  | 京都市左京区       |                |                          |
| 聴竹居（旧藤井厚二自邸） | 1928年（昭和3年）  | 京都府大山崎町     | 重要文化財     | 竹中工務店所有。         |
| 八木市造邸               | 1930年（昭和5年）  | 大阪府寝屋川市     | 登録有形文化財 | 施主は八木商店創業家一族 |
| 野村家茶室               | 1930年（昭和5年）  | 京都府大山崎町     |                |                          |
| 小川邸                   | 1934年（昭和9年）  | 京都市左京区       |                |                          |

## 自著
- 『日本の住宅』 岩波書店(1928年)
- 『床の間』
- 『聴竹居図案集』

## 関連書籍
- 竹中工務店設計部 編 『聴竹居実測図集—環境と共生する住宅』 彰国社、2001年
- 高橋功 『聴竹居に住む モダニストの夢』  産経新聞ニュースサービス、2004年